# Guy Thys
Pour les articles homonymes, voir Thys.
Guy Thys, né le 6 décembre 1922 et mort le 1er août 2003, est un footballeur et entraîneur belge de football. Il a notamment été l'entraîneur de l'équipe nationale belge de football le plus couronné de succès.

## Biographie

### Le joueur
Guy Thys, né à Anvers et fils de Ivan Thys, ancien international de football commence sa carrière de footballeur durant les années 1940 et 1950 au Royal Beerschot AC, au Daring Club Bruxelles et au Standard de Liège.
En 1952 et 1953, il est sélectionné à deux reprises en équipe nationale belge.

### L'entraîneur à ses débuts
De 1954 à 1958 il combine les fonctions de joueur et d'entraîneur pour le compte du Cercle Bruges KSV. En 1959, Guy Thys porte la même double casquette (joueur-entraîneur) à KSC Lokeren. La même année, il devient entraîneur à plein-temps au club de Wezel, puis au club d'Herentals. Ensuite, il est engagé dans des clubs plus prestigieux comme le KSK Beveren, l'Union Saint-Gilloise, et enfin au Royal Antwerp Football Club.
Le Royal Antwerp Football Club connait une période faste sous la férule de Guy Thys, en gagnant la Coupe de Belgique de football et en offrant à ses supporters deux places de second du championnat de Belgique.

### L'entraîneur des Diables Rouges
Ces bons résultats sont une des raisons de sa nomination au poste de sélectionneur national en 1976, poste qu'il occupera jusqu'en 1989 avec à la clef 45 victoires en 101 rencontres.
Sous la direction de Guy Thys, les Belges réalisent leur premier coup d'éclat lors de l'Euro 1980 en parvenant en finale, en lieu et place de l'Italie qui évolue pourtant chez elle. Les Diables Rouges ne seront battus que par la RFA sur le score de 2-1 en finale. Cette deuxième place constitue jusqu'à présent la meilleure performance de l'équipe nationale belge dans cette compétition européenne.
Ensuite, durant plus d'une décennie, la Belgique va profiter d'une génération de joueurs exceptionnels (de Jan Ceulemans à Enzo Scifo, en passant par Erwin Vandenbergh ou Jean-Marie Pfaff) pour se qualifier pour tous les grands rendez-vous internationaux.
Lors du match d'ouverture de la Coupe du monde de football 1982, les Belges affrontent le tenant du titre, l'Argentine, au Camp Nou de Barcelone. La victoire 1-0 des Diables Rouges est considérée comme un exploit.
Lors de la Coupe du monde de football 1986, Guy Thys emmène l'équipe belge jusqu'en demi-finale. Après un premier tour assez médiocre, contre toute attente, les Diables Rouges battent l'équipe d'U.R.S.S. en huitième de finale sur le score de 4 à 3 après prolongation. Ensuite, les Belges éliminent l'Espagne en quart de finale après la séance des tirs au but. Finalement, c'est l'Argentine qui se dresse devant l'équipe belge et Maradona met fin à la belle aventure en marquant les deux buts de la demi-finale. La Belgique terminera quatrième de cette Coupe du monde après la défaite contre la France dans la petite finale. Néanmoins, les Diables Rouges ont écrit au Mexique l'une des plus belles pages du football belge.
Après avoir échoué à se placer pour l'Euro 1988, Guy Thys et ses « Diables » entament bien les éliminatoires Coupe du monde 1990. En juin 1989, « l'Homme au cigare », souhaitant prendre du recul, se retire. La sélection nationale belge est alors confiée à Walter Meeuws, un des adjoints de Thys. Mais après de bons débuts, et une qualification acquise pour l'Italie, les résultats et surtout « la manière » déçoivent. W. Meeuws est sous le feu de la critique. Après seulement huit mois de service, la fédération belge, qui craint de mal figurer à la Coupe du monde de football 1990, rappelle Thys qui accepte de redevenir sélectionneur fédéral. Il emmène la Belgique en 8e de finale, où l'Angleterre et David Platt éliminent les Diables Rouges à la fin d'un match haletant et indécis, que les Belges dominent.
Guy Thys reste en fonction jusqu'en mai 1991, soit à la fin des éliminatoires de l'Euro 1992 pour lequel la Belgique ne se qualifie pas, car devancée par l'Allemagne (championne du monde et future finaliste de l'Euro).
Guy Thys reste néanmoins proche de l'équipe nationale, grâce à sa fonction de relation publique après de l'Union Belge de Football qu'il occupe jusqu'à sa mort. Il meurt le 1er août 2003 et est inhumé à Anvers (au Schoonselhof).

## Palmarès comme entraîneur
- 1956 Champion 3e division (Cercle Bruges KSV)
- 1960 Champion 4e division (Wezel Sport)
- 1967 Champion 2e division (KSK Beveren)
- 1969 Champion 3e division (KSK Beveren)
- 1974 Vice-champion de Belgique (Royal Antwerp Football Club)
- 1975 Vice-champion de Belgique (Royal Antwerp Football Club)
- 1975 Finaliste de la coupe de Belgique (Royal Antwerp Football Club)
- 1980 Finaliste du Championnat d'Europe de football 1980 avec la Belgique
- 1986 4e place à la Coupe du monde de football de 1986 avec la Belgique